# Jussi Järventaus
Jussi Järventaus (ur. 7 czerwca 1951 w Helsinkach) – fiński prawnik i działacz gospodarczy, w latach 1998–1999 minister sprawiedliwości.

## Życiorys
Z wykształcenia prawnik. Pracował w sektorze publicznym i prywatnym. W latach 1996–2016 pełnił funkcję dyrektora zarządzającego zrzeszenia przedsiębiorców Suomen Yrittäjät. W międzyczasie od marca 1998 do kwietnia 1999 z rekomendacji Partii Koalicji Narodowej sprawował urząd ministra sprawiedliwości w rządzie Paava Lipponena.